# Римерсма, Лиафберн
Лиафберн Римерсма (нидерл. Liafbern Riemersma; род. 14 июня 1967) — нидерландский шахматист, международный мастер (1987).

## Спортивные достижения
| Год       | Город | Турнир                                    | + | − | = | Результат | Место |
| --------- | ----- | ----------------------------------------- | - | - | - | --------- | ----- |
| 2014/2015 |       | Командный чемпионат Нидерландов 2014/2015 | 4 | 3 | 2 | 5 из 9    | 2     |
|           |       |                                           |   |   |   | из        |       |